# V.A.T.E.
Voitures Automobiles de Transmission Électrique war ein französischer Hersteller von Automobilen.

## Unternehmensgeschichte
Das Unternehmen aus Paris begann 1908 mit der Produktion von Automobilen. Der Markenname lautete VATE. 1909 endete die Produktion.

## Fahrzeuge
Im Angebot standen die Modelle 8 CV mit einem Einzylindermotor, 10 CV mit einem Zweizylindermotor und 15 CV mit einem Vierzylindermotor. Besonderheit war die elektrische Kraftübertragung.